# Olympische Winterspiele 2014/Teilnehmer (San Marino)
| Gelbes Symbol für Goldmedaillen mit stilisierten Olympischen Ringen | Graues Symbol für Silbermedaillen mit stilisierten Olympischen Ringen | Braundes Symbol für Bronzemedaillen mit stilisierten Olympischen Ringen |
| ------------------------------------------------------------------- | --------------------------------------------------------------------- | ----------------------------------------------------------------------- |
| —                                                                   | —                                                                     | —                                                                       |

San Marino nahm an den Olympischen Winterspielen 2014 in Sotschi mit zwei Sportlern im Ski Alpin teil.

## Teilnehmer nach Sportarten

### Ski Alpin
| Athleten            | Wettbewerb   | Zeit | Rang |
| ------------------- | ------------ | ---- | ---- |
| Männer              |              |      |      |
| Vincenzo Michelotti | Riesenslalom | DSQ  | DSQ  |
| Frauen              |              |      |      |
| Federica Selva      | Riesenslalom | DNF  | DNF  |